# Cerin Amroth
 (mars 2023).
Si vous disposez d'ouvrages ou d'articles de référence ou si vous connaissez des sites web de qualité traitant du thème abordé ici, merci de compléter l'article en donnant les références utiles à sa vérifiabilité et en les liant à la section « Notes et références ».
Cerin Amroth est un lieu fictif appartenant au legendarium de l'écrivain britannique J. R. R. Tolkien. Ce fut le premier lieu du pouvoir royal de la Lothlórien et la dernière demeure d'Arwen Undómiel, épouse du roi Elessar. cette forteresse fut construite par Amroth. Ce n'était au départ qu'un flet typique des habitations des galadhrim bâti sur un mallorn.
Arwen Étoile du Soir et Aragorn s'y déclarèrent leur amour.